# Callytron
Callytron is een geslacht van kevers uit de familie van de loopkevers (Carabidae). De wetenschappelijke naam van het geslacht is voor het eerst geldig gepubliceerd in 1848 door Gistl.

## Soorten
Het geslacht Callytron omvat de volgende soorten:
- Callytron alleni (W.Horn, 1908)
- Callytron andersoni (Gestro, 1889)
- Callytron doriai (W.Horn, 1897)
- Callytron gyllenhalii (Dejean, 1825)
- Callytron inspeculare (W.Horn, 1904)
- Callytron limosum (Saunders, 1834)
- Callytron malabaricum (Fleutiaux & Maindron, 1903)
- Callytron monalisa (W.Horn, 1927)
- Callytron nivicinctum (Chevrolat, 1845)
- Callytron terminatum (Dejean, 1825)
- Callytron yuasai (Nakane, 1955)